# Better by Far
Better by Far è l'ottavo album in studio del gruppo britannico progressive rock dei Caravan, pubblicato nel 1977.

## Tracce
Side 1
1. Feelin' Alright – 3:31
2. Behind You – 5:04
3. Better by Far – 3:27
4. Silver Strings – 3:58
5. The Last Unicorn – 5:52

Side 2
1. Give Me More – 4:40
2. Man in a Car – 5:43
3. Let It Shine – 4:27
4. Nightmare – 6:23

## Formazione

### Gruppo
- Pye Hastings – chitarra, voce
- Richard Coughlan – batteria, percussioni
- Dek Messecar – basso, cori
- Jan Schelhaas – tastiera, cori
- Geoffrey "Geoff" Richardson – viola, chitarra, flauto, sitar, mandolino, voce

### Altri musicisti
- Vicki Brown – voce (Give Me More)
- Fiona Hibbert – arpa (Man in a Car)
- Tony Visconti